# Seggae
 (mai 2025).
Le seggae est un genre musical issu de la fusion du reggae et du séga, soit un type de musique et de danse traditionnel des îles Mascareignes, dans l'océan Indien. Le terme est inventé dans les années 1980. L'une des figures les plus connues de ce mouvement est Kaya, un artiste mauricien mort en prison en 1999.

## Groupes
Les groupes notables incluent notamment : Blakkayo, Kaya, et The Prophecy.